# Leslie Ramírez
Leslie Stephanie Ramírez Pérez (Los Ángeles, California; 11 de enero de 1996), es una futbolista guatemalteca-mexicana (nacida en Estados Unidos) que juega como delantera para el Club Deportivo Guadalara  de la Liga MX Femenil (la Primera División Femenil de México). Además, Ramírez tiene triple nacionalidad y representa a la Selección Nacional de Guatemala en partidos internacionales.

## Trayectoria
Leslie Ramírez relata que empezó jugando a los 4 años en una liga mexicana los fines de semana, posiblemente su primer contacto con el fútbol. Ramírez inició su carrera deportiva infantil en el "Real So Cal Soccer Club" (2000-2013) y ""El Camino Real Charter High School" (2010-2014). Posteriormente jugó en el fútbol universitario de Estados Unidos.

### Fútbol Profesional
Leslie debutó profesionalmente en la "Prva Zenska Liga" (Super Liga de Serbia).

## Selección nacional
La clasificatoria para el Campeonato Concacaf W de 2022 fue el debut para Leslie Ramírez con Selección Nacional, anotando 2 goles para el triunfo de Guatemala (9:0) ante Islas Vírgenes Estadounidenses.

## Vida personal
Leslie Ramírez es una persona con nacionalidad múltiple. 
Es mexicana por nacimiento, su padre nació en San Miguel de Allende, Guanajuato, México. Así mismo es guatemalteca por nacimiento, su madre nació en Ciudad de Guatemala, Guatemala.
Además es estadounidense por lugar de nacimiento (Los Ángeles, Estados Unidos).
Leslie Ramírez expresó que jugará con la Equipo Nacional de Guatemala como un símbolo de homenaje para recordad la vida de su mamá (fallecida en 2021 por COVID-19), pues declaró que su madre nunca se perdió un partido de ella y siempre la animaba en cada juego.